# 고말반도
고말반도(高秣半島)는 함경북도 청진시 신암구역의 남부에 위치한 반도이다. 반도 가운데에 고말산이 있고 섬 북부에는 시가지가, 섬 남부에는 등대를 비롯한 시설이 있다.